# Bundesstraße 4 R
Die Bundesstraße 4 R (Abkürzung: B 4 R) verläuft als Ringstraße vollständig innerhalb des Stadtgebietes von Nürnberg und wird deshalb in der Region auch umgangssprachlich als Nürnberger Ringstraße oder in Nürnberg selbst als Mittlerer Ring bezeichnet. Sie ist etwa 18,3 Kilometer lang, bis auf einen ungefähr 250 Meter langen dreispurigen Abschnitt vierspurig ausgebaut und stellt die Grenze zwischen Innen- und Außenstadt dar. Innerhalb des Rings (statistische Stadtteile 0, 1, 2) lebten mit Stand 31. Dezember 2019 247.238 Einwohner und damit gut 46 % der Stadtbevölkerung auf 22,8 km² oder rund 12 % der Stadtfläche.

## Verkehrsbedeutung

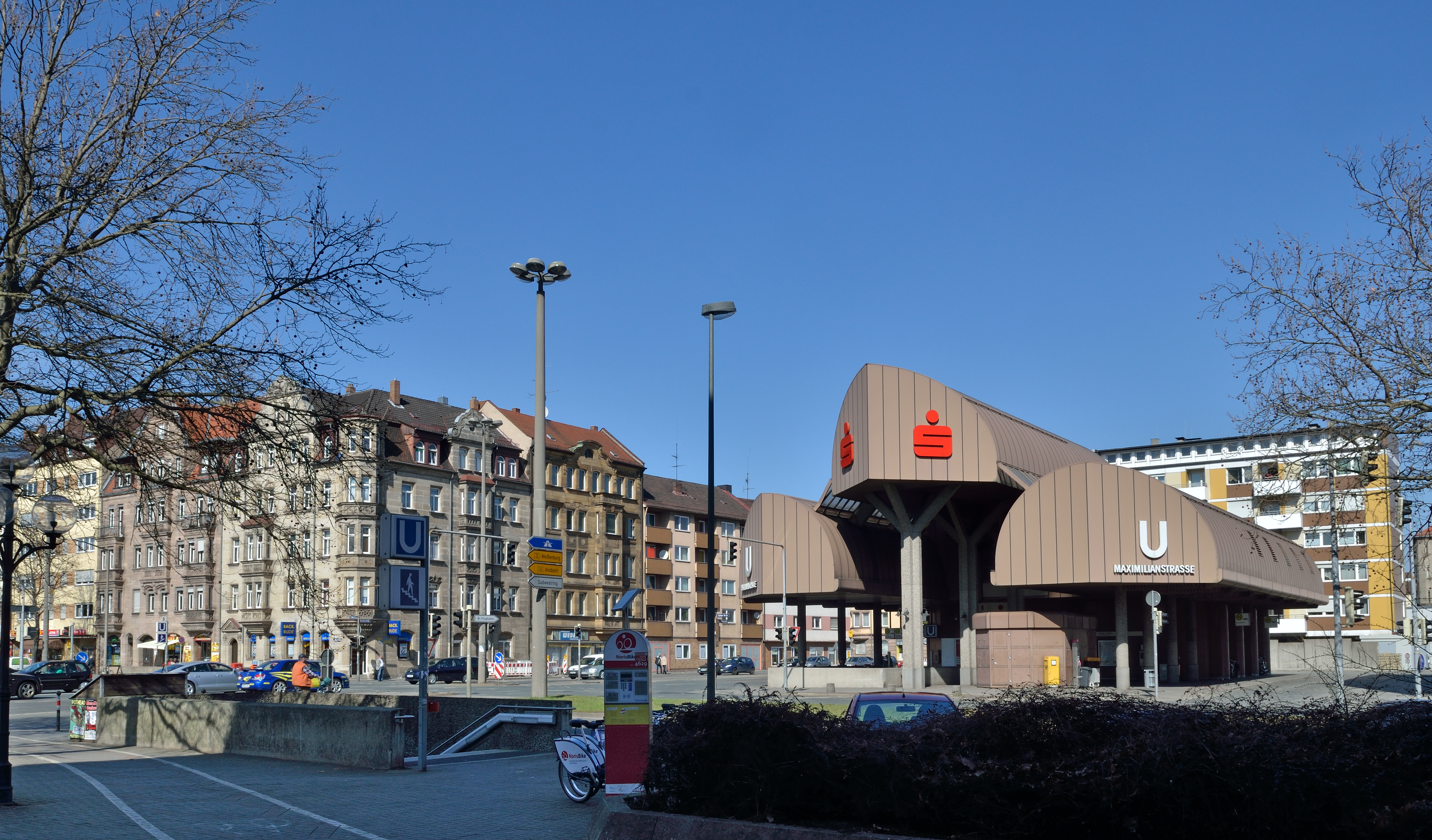
Kreuzung mit der Fürther Straße am U-Bahnhof Maximilianstraße

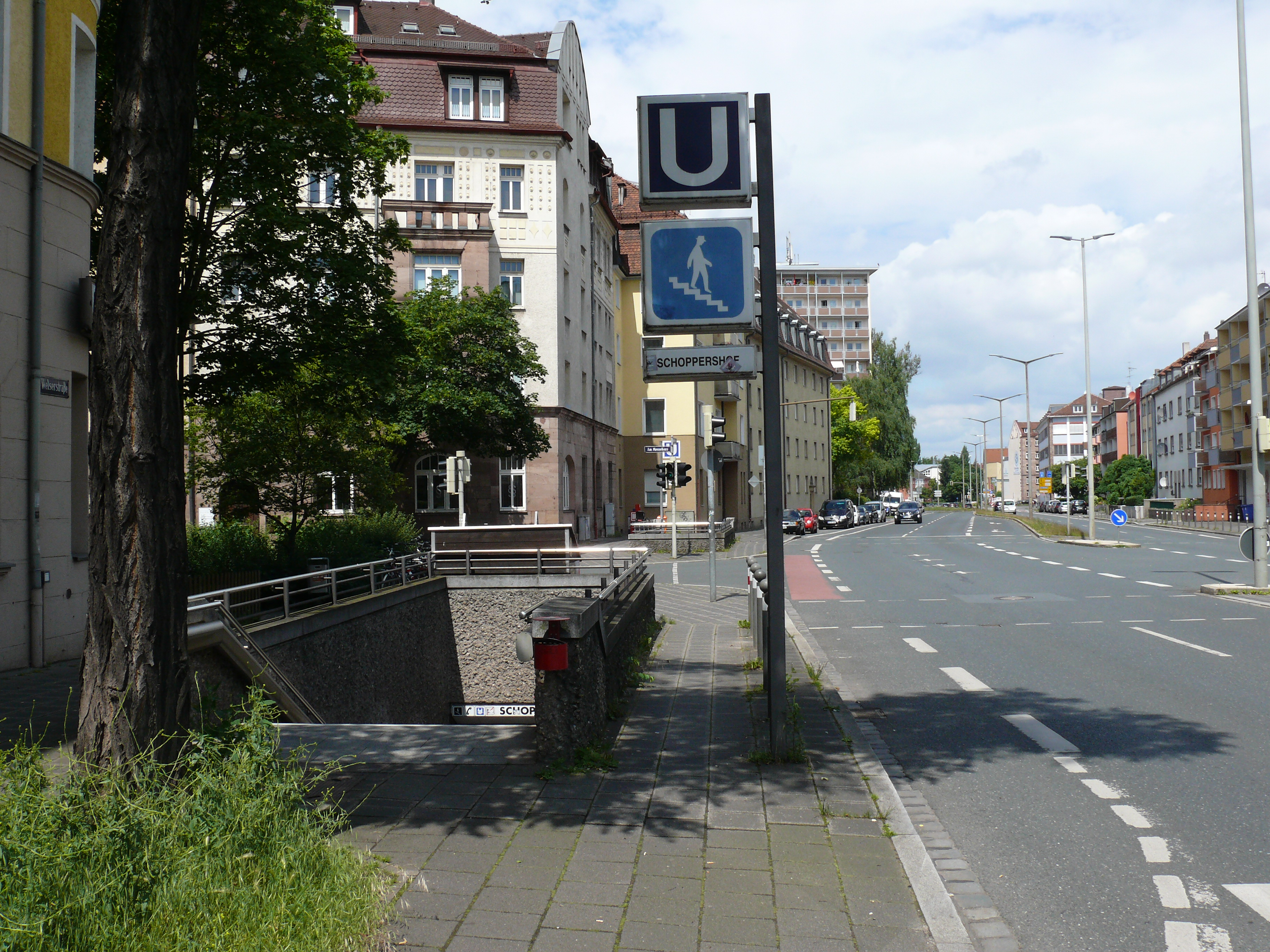
Bundesstraße 4 R am U-Bahnhof Schoppershof

Der Ring bildet neben dem Frankenschnellweg das Rückgrat des Straßenverkehrs in Nürnberg. Er ersetzt die Abschnitte der Bundesstraßen 2, 4 und 14, die früher durch die Nürnberger Innenstadt verliefen. Benannt wurde er nach der Bundesstraße 4, das „R“ in B 4 R steht für „Ring“. Innerhalb des Rings befinden sich nur noch kommunale Straßen, auch der Innenabschnitt des Frankenschnellwegs ist dort nur als gemeindeeigene Kreisstraße gewidmet. Außerhalb des Rings schließt der Frankenschnellweg als Autobahn A 73 Nord (Erlangen-Coburg-Erfurt) und A 73 Süd (Feucht-A 9/München) an.
Die Bundesstraßen 2 Nord (Bayreuth), 2 Süd (Schwabach, Augsburg), 4 Nord (Erlangen, Bamberg), 4 Ost (AS N-Fischbach zur A 9), 8 West (Fürth, Würzburg), 8 Südost (Neumarkt i.d.Opf., Regensburg), 14 Nordost (Lauf/Peg. Sulzbach-Rosenberg) und 14 Südwest (Stein, Ansbach, Stuttgart), sowie die Staatsstraßen nach Röthenbach a.d.P. und Zirndorf/Rothenburg o.d.T. zweigen alle vom Ring ab. Die Funktion der früher durch Nürnberg verlaufenden 8 nimmt heute die außerhalb des Rings verlaufende Südwesttangente ein.
Die Straße besitzt viele lichtsignalgesteuerte Kreuzungen. Auch an den Anschlussstellen zum Frankenschnellweg – Südring und Westring – hat nur der durchgehende Verkehr der Stadtautobahn Kreuzungsfreiheit, während der Verkehr auf dem Ring und den Auf- und Abfahrten lichtsignalgesteuert ist.

## Öffentlicher Nahverkehr und VAG Rad
Viele der bedeutenden Kreuzungen am Ring werden vom öffentlichen Nahverkehr bedient: Sechs U-Bahnhöfe der U-Bahn Nürnberg sowie drei S-Bahnhöfe der S-Bahn Nürnberg befinden sich unter bzw. über dem Ring.
Diese sind im Einzelnen: U2 U-Bahnhof Schoppershof, S2 S-Bahnhof Ostring, S1 S-Bahnhof Dutzendteich, U1 U-Bahnhof Frankenstraße, S2 S-Bahnhof Sandreuth, U2 U-Bahnhof Hohe Marter, U3 U-Bahnhof Gustav-Adolf-Straße, U1 U-Bahnhof Maximilianstraße sowie der im Mai 2017 eröffnete U-Bahnhof Nordwestring der U3. Des Weiteren verkehren unter anderem die Ringbuslinien 35 (West- und Nordring) und 65 (Süd- und Ostring) auf dem Ring. Die Straßenbahn Nürnberg kreuzt den Ring an den Haltestellen Dianaplatz (Linie 4/11), Frankenstraße (Linie 5), Westfriedhof (Linie 6), Bucher Straße/Nordring (Linie 4/10), Tauroggenstraße (Linie 8), Business Tower (Linie 5/11) sowie Dutzendteich und Dokuzentrum (Linie 6/8/10 – Teil ihrer gemeinsamen Wendeschleife).
Auch für das VAG-Rad-Verleihsystem spielt die B4R insofern eine Rolle, als sie die Grenze der Flexzone darstellt. Im Zuge verschiedener Erweiterungen wurden jedoch sukzessive Gebiete außerhalb der B4R wie Nürnberg-Langwasser, die Rangierbahnhof-Siedlung, sowie Gebiete in Fürth, Erlangen und Schwabach zur Flexzone erklärt.

## Geschichte
Erste Planungen für ein Ringstraßensystem gehen auf den von Professor Hermann Jansen in den 1920er Jahren erstellten Jansenplan zurück. In diesem waren vier tangentiale Straßenzüge im Norden, Osten, Süden und Westen der Stadt vorgesehen, die zusammen einen Ring ergeben sollten. Als erste Teilstücke wurden 1927 der Nordring, 1933 der Ostring (heute Passauer- bzw. Marienbaderstraße) und bis 1939 der Südring zwischen Franken- und Bayernstraße dem Verkehr übergeben. Nach dem Krieg wurden ab 1956 die Bauarbeiten wieder aufgenommen und der Ring in mehreren Etappen bis 1993 vollendet.

## Bauwerke

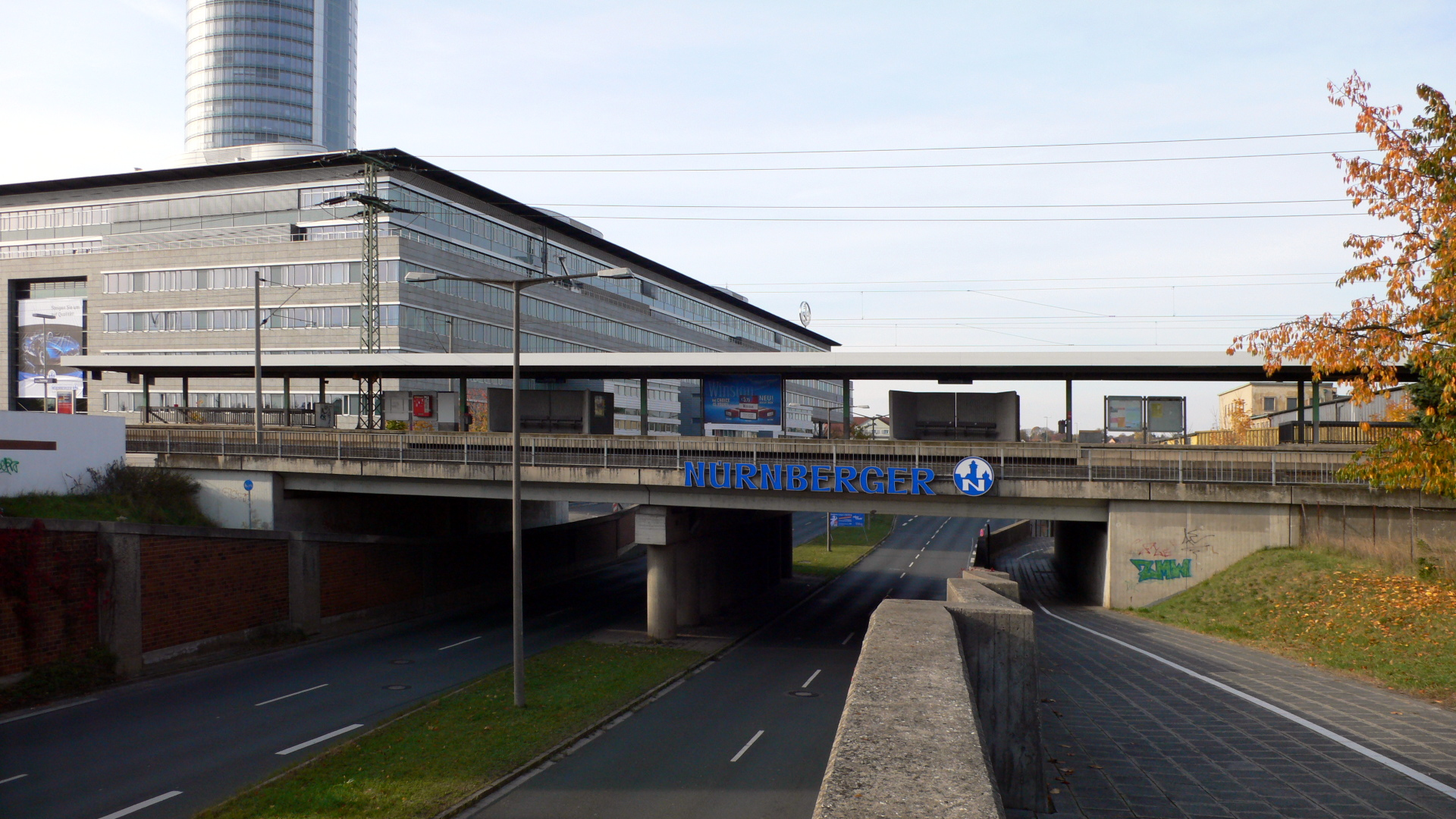
Unterführung am S-Bahnhof Ostring

Neben fünf Brückenbauwerken wurden zur niveaufreien Kreuzung der von Nürnberg ausgehenden Bahnstrecken Unterführungen an der Cherusker- und Nopitschstraße sowie am Nordring errichtet.

### Gustav-Adolf-Brücke
Lage
Die Gustav-Adolf-Brücke liegt im Stadtteil Schweinau und überspannt die Bahnstrecke Nürnberg–Crailsheim. Sie wurde 1965 für den Verkehr freigegeben und ist 68 m lang und 27 m breit. Die südliche Richtungsfahrbahn ist dreispurig, die nördliche zweispurig ausgelegt. Benannt wurde sie nach König Gustav Adolf von Schweden.

### Dr.-Gustav-Heinemann-Brücke
Lage
Die Dr.-Gustav-Heinemann-Brücke liegt im Stadtteil Mögeldorf und überquert den Wöhrder See. Sie ist 202 m lang und 27,5 m breit und verfügt über zwei Fahrspuren je Richtung. Benannt wurde sie nach dem ehemaligen Bundespräsidenten Gustav Heinemann. Von den drei Pegnitzüberquerungen für Kraftfahrzeuge im östlichen Stadtgebiet ist sie die Mittlere.

### Jansenbrücke
Lage
Die Jansenbrücke liegt im Stadtteil Gostenhof und überbrückt die Bahnstrecke Nürnberg–Bamberg sowie den Frankenschnellweg (A 73), mit dem sie über die Anschlussstelle Nürnberg Westring verbunden ist. Die Brücke wurde 1963 dem Verkehr übergeben und ist 84 m lang und 40 m breit. Benannt wurde sie nach dem Stadtplaner Hermann Jansen.

### Otto-Brenner-Brücke
Lage
Die Otto-Brenner-Brücke liegt im Stadtteil Gibitzenhof und überquert den Frankenschnellweg, mit dem sie über die Anschlussstelle Nürnberg Südring verbunden ist. Sie ist 33 m lang und 50 m breit. Benannt wurde sie nach dem ehemaligen IG-Metall-Vorsitzenden Otto Brenner.

### Theodor-Heuss-Brücke
Lage
Die Theodor-Heuss-Brücke liegt im Stadtteil Kleinweidenmühle und überspannt die Pegnitzauen. Sie wurde 1971 eröffnet und ist 185 m lang und 28,5 m breit. Pro Richtungsfahrbahn stehen zwei Fahrspuren zur Verfügung. Nach der im Jahr 2004 begonnenen altersbedingten Sanierung wurden die in Brückenmitte verlaufenden Straßenbahngleise ausgebaut und eine durchgehende Busspur Richtung Maximilianstraße eingerichtet. Benannt wurde sie nach dem ehemaligen Bundespräsidenten Theodor Heuss.
Unter der Brücke finden das Brückenfestival und das Afrika Festival Nürnberg statt.

## Verkehrsbelastung
Die Verkehrsbelastung betrug nach Messung an vier Stellen im Stadtgebiet im Jahr 2007:
- 36.328 Kfz/16h an der Frankenstraße (‚Südring‘)
- 28.058 Kfz/16h an der Nopitschstraße (‚Südwestring‘)
- 30.974 Kfz/16h auf der Dr.-Gustav-Heinemann-Brücke (‚Ostring‘)
- 30.656 Kfz/16h auf der Theodor-Heuss-Brücke (‚Westring‘)